# Kabamba Floors
Pas d'image ? Cliquez ici

a Compétitions nationales et continentales officielles uniquement.

b Matchs officiels uniquement.
Dernière mise à jour le 22 février 2023.
Lucas « Kabamba » Floors, né le 15 novembre 1980 à Oudtshoorn (Afrique du Sud), est un joueur de rugby à XV et de rugby à sept international sud-africain. Il joue principalement au poste de troisième ligne aile. Il commence à jouer avec les SWD Eagles, puis effectue le gros de sa carrière avec les Cheetahs et Free State Cheetahs, avant de retourner disputer une dernière saison aux Eagles en 2013.

## Carrière en club

### Début de carrière avec les SWD Eagles (jusqu'en 2004)
Né à Oudtshoorn dans la province du Cap, Kabamba Floors est scolarisé dans un premier temps à la Bergsig Primary School, avant de terminer son éducation à la Morester Secondary School. Il pratique le rugby dès son enfance, jouant dans un premier temps au poste d'ailier, avant de se fixer en troisième ligne. Il reçoit le surnom de Kabamba lors de son plus jeune âge, d'après le nom d'une émission de radio qu'il prononçait mal.
Il rejoint l'équipe locale des SWD Eagles en 1999, jouant dans un premier temps avec l'équipe des moins de 19 ans. Il évolue par la suite avec les moins de 21 ans, avant de jouer pour l'équipe "A" (réserve) lors d'une Coupe des provinces en 2002,.
Floors est finalement intégré à l'équipe fanion des Eagles pour la saison 2003 de Currie Cup. Il joue son premier match officiel face aux Natal Sharks lors de cette compétition. Sa première saison au niveau professionnelle se révèle être une grande réussite, puisqu'il se fait immédiatement remarquer par sa vitesse et sa technique, et termine meilleur marqueur du championnat avec quatorze essais,,.
Après cette première saison réussie, il obtient un contrat avec la franchise des Stormers pour la saison 2004 de Super 12,. Il n'est aligné qu'à l'occasion de matchs de préparation. Par la suite, il est écarté par l'entraîneur Gert Smal (en), qui lui reproche de manquer de gabarit pour le haut niveau.

### Confirmation avec les Cheetahs (2005-2012)
En 2005, après deux saisons avec les Eagles, Kabamba Floors rejoint la province des Free State Cheetahs, basée à Bloemfontein,. Avec l'équipe entraînée par Rassie Erasmus, il s'impose rapidement comme un joueur cadre, et l'un des meilleurs joueurs de Currie Cup,. Il prend une part prépondérante à l'excellent parcours de son équipe, qui remporte le championnat trois fois de suite entre 2005 et 2007. Floors reçoit le titre de meilleur joueur de Currie Cup en 2006, ainsi que celui d'homme du match lors de la finale la même année.
À partir de 2006, il rejoint également le franchise des Cheetahs, qui viennent d'intégrer le Super 14. Floors continue alors sur la lancée de ses performances au niveau inférieur, et effectue une saison de grande qualité,. Bien que régulièrement remplaçant, en vertu de ses qualités d'impact player, il s'impose comme un joueur emblématique de l'équipe, étant apprécié des supporters pour ses performances, son éthique de travail et ses cheveux teints en blond reconnaissables,.
Son influence avec les Cheetahs baisse cependant en 2008, où à cause de l'émergence d'un Heinrich Brüssow au profil similaire et de conflits avec le nouvel entraineur Naka Drotske, il ne joue que quatre rencontres,. Floors exprime même sa volonté de rejoindre les Stormers, où il pourrait retrouver son ancien entraîneur Erasmus, mais cela reste finalement sans suite.
En 2009, il retrouve un peu de temps de jeu, disputant neuf rencontres, mais reste largement dans un rôle de doublure de Brüssow (une seule titularisations). Il dispute avec sa franchise le match face aux Lions britanniques lors de leur tournée 2009 en Afrique du Sud.
Après une saison 2010 où il joue très peu, il profite des blessures de Brüssow pour obtenir un temps de jeu conséquent en 2011,. Malgré cela, il n'est pas conservé pour la saison 2012 de Super Rugby.
Il joue un total de huit saisons dans la région de Bloemfontein, disputant 56 matchs avec les Cheetahs, et 81 avec les Free State Cheetahs.

### Fin de carrière avec les Eagles (2013-2014)
En 2013, Kabamba Floors décide de retourner jouer avec sa province d'origine, et rejoint les SWD Eagles à l'aube de la saison de Vodacom Cup. Il est ensuite le capitaine de son équipe à l'occasion de la Currie Cup First Div qui suit.
En août 2014, il annonce mettre un terme à sa carrière de joueur à l'âge de 33 ans,.

## Carrière internationale
En 2003, après sa première saison remarquée avec les Eagles, Kabamba Floors est retenu avec l'Afrique du Sud de rugby à sept pour disputer l'IRB Sevens,. Il joue quatre saisons avec les Blitzboks, inscrivant 35 essais en 45 matchs. Il est élu meilleur joueur sud-africain de rugby à sept en 2004. Il est le capitaine de la sélection en 2006.
En 2004, il est sélectionné avec l'équipe d'Afrique du Sud A de rugby à XV en mai 2004, et affronte notamment la Namibie.
Bien qu'auteur de performances de qualité en club et plébiscité par les médias, il ne trouve dans un premier temps pas grâce aux yeux du sélectionneur des Springboks Jake White, qui lui reproche un gabarit trop léger. Néanmoins, il profite des blessures de Pierre Spies, Jacques Cronjé et Juan Smith pour être sélectionné en novembre 2006, en prévision d'une tournée en Europe,. Il obtient sa première sélection le 25 novembre 2006, lorsqu'il est titularisé pour affronter l'Angleterre à Twickenham,.
L'année suivante, il joue dans un premier temps avec l'équipe d'Afrique du Sud A (Emerging Springboks), avec qui il remporte la Coupe des nations,.
Peu après, il est à nouveau sélectionné avec les Springboks pour disputer le Tri-nations 2007. Initialement réserviste, il est ensuite pleinement appelé au sein du groupe à la suite de la blessure de Luke Watson,. Il ne dispute cependant aucun match, et n'est pas sélectionné pour la Coupe du monde qui suit.
En 2008, il fait son retour avec la sélection sud-africaine à sept. Une blessure l'empêche toutefois de rejouer avec cette équipe.

## Carrière d'entraîneur
Après l'arrêt de sa carrière, Kabamba Floors se reconvertir comme entraîneur. Il s'occupe dans un premier temps du rugby scolaire dans la région de Mossel Bay.
Son premier poste majeur est avec l'équipe universitaire des FNB Maties, dont il est dans un premier temps l'entraîneur adjoint. Il devient l'entraîneur principal de la section moins de 20 ans en juillet 2019.
En 2021, il rejoint la Western Province, où il prend en charge les avants de l'équipe des moins de 20 ans. L'année suivante, il est promu au sein de l'équipe fanion de la province, toujours dans un rôle d'adjoint.

## Style de jeu
Kabamba Floors est un troisième ligne aile au profil très inhabituel au sein du rugby sud-africain des années 2000. Il mesure en effet 1,75 m (5′ 9″) pour un poids de moins de 90 kg (198 lb),. La concurrence étant alors autour des 1,95 m (6′ 5″) pour plus de 100 kg (220 lb), avec des joueurs comme Juan Smith ou Danie Rossouw.
Floors se distingue par sa vitesse de pointe importante, ses qualités de gratteur et sa technique individuelle,,. Sa vitesse lui a permis de faire une carrière accomplie de rugby à sept, ainsi que de dépanner au poste d'ailier. Malgré son gabarit, il est également un très bon plaqueur,.

## Palmarès

### En club
- Vainqueur de la Currie Cup en 2005, 2006 et 2007 avec les Free State Cheetahs.

### En équipe nationale
- Vainqueur de la Coupe des nations de rugby à XV en 2007 avec les Emerging Springboks.

### Distinctions personnelles
- Meilleur joueur sud-africain de rugby à sept en 2004.
- Meilleur joueur de Currie Cup en 2006.